# Вільям Колгейт
Вільям Колгейт (англ. William Colgate; 1783-1857) — американський підприємець і торговець XIX століття, засновник компанії Colgate.

## Біографія
Народився Вільям Колгейт 25 січня 1783 року в Англії у сім'ї фермера і політика Роберта Колгейта. У 1795 році через політичні погляди сім'я змушена емігрувати у США, поселилися в місті Балтімор. У 1806 році Вільям відкрив невеликий магазин у Нью-Йорку, де торгував крохмалем, милом і свічками власного виробництва.  Партнером Вільяма був Френсіс Сміт і фірма називалася Smith and Colgate. Проте Сміт швидко відійшов від справ, а новим партнером став родич дружини Вільяма — Джон Гілберт і фірму перейменували у William Colgate and Company. У 1817 році вони відкрили завод з виробництва крохмалю та мила. З часом, компанія стала виготовляти різні засоби гігєни та парфуми.
У 1855 році померла його дружина Мері, а у 1857 році не стало самого Вільяма.